# Вімблдонський турнір 1894
Вімблдонський турнір 1894 — 18-й розіграш Вімблдону. Турнір тривав з 9 до 18 липня.

## Дорослі

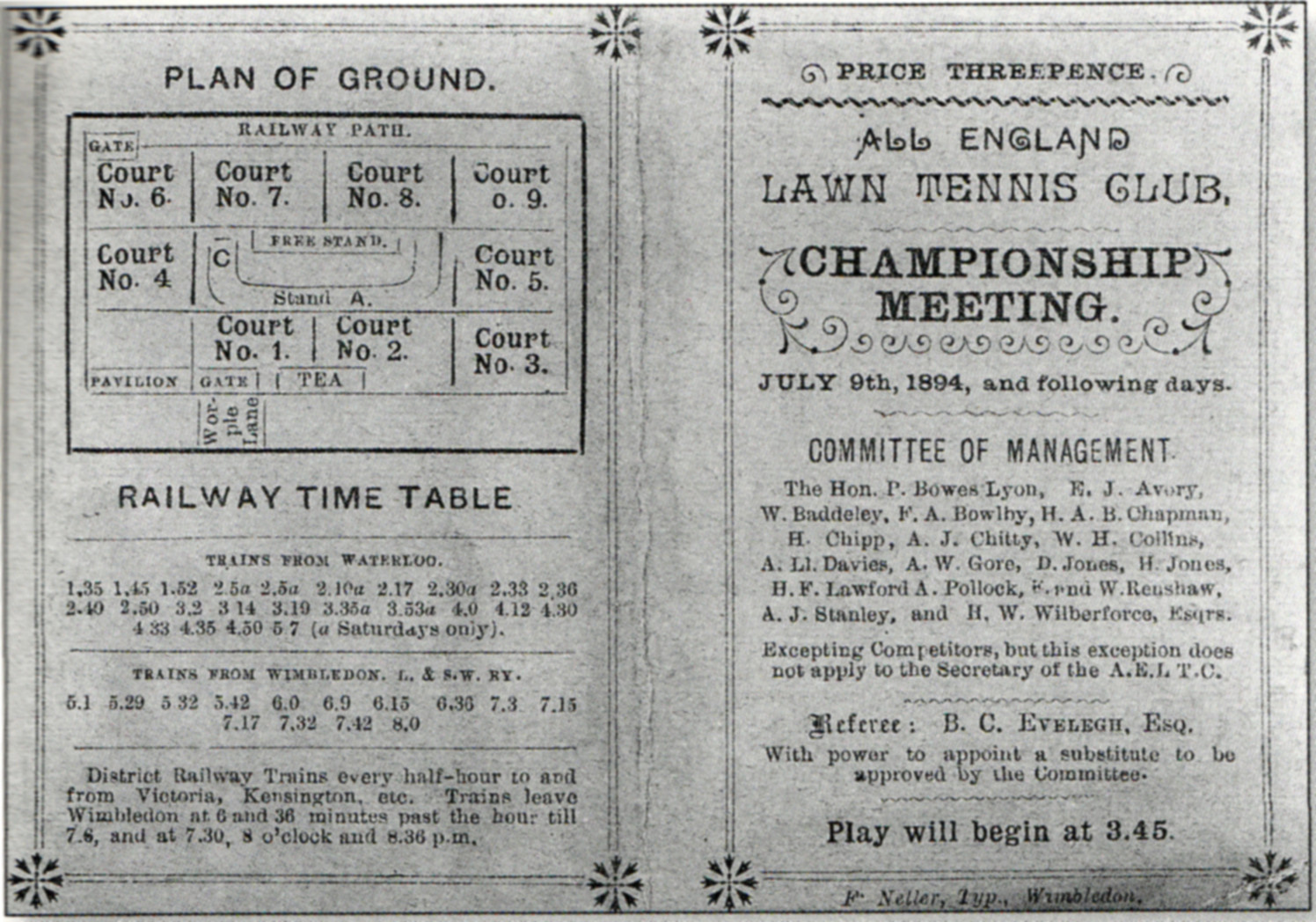
Програма Вімблдону 1894

### Чоловіки, одиночний розряд
Джошуа Пім переміг у фіналі  Вілфреда Бедделі, 10–8, 6–2, 8–6.

### Жінки, одиночний розряд
Бланш Бінґлі перемогла у фіналі  Едіт Остін, 6–1, 6–1.

### Чоловіки, парний розряд
Вілфред Бедделі /  Герберт Бедделі перемогли у фіналі пару  Гарольд Барлоу /  Чарльз Мартін, 5–7, 7–5, 4–6, 6–3, 8–6.